# Aarhus Teater

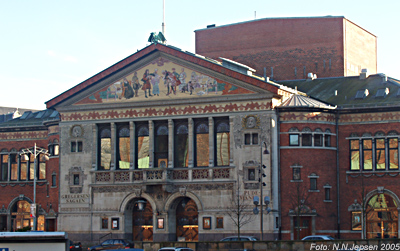
Aarhus teater.

Aarhus Teater är en teater på Bispetorvet i Århus i Danmark.
Teatern invigdes den 15 september 1900 och var Danmarks första provinsteater med fast skådespelarensemble. Byggnaden är uppförd i nationalromantisk stil efter ritningar av Hack Kampmann, med inredning i jugendstil. Salongen rymde från början tusen åskådare (i dag 700). 1968 utökades verksamheten med Studioscenen (100 platser), 1982 med Scalascenen (285 platser) och Stiklingen (cirka 100 platser), och 1990 öppnades Cabaretscenen i Scalas foajé (cirka 100 platser).

## Teaterchefer
- Benjamin Pedersen – 1900–1908
- Jacob Jacobsen – 1908–1913
- Aage Garde – 1913–1923
- Erik Henning Jensen – 1923–1954
- Poul Petersen – 1954–1963
- Allan Fredericia – 1963–1964
- Edwin Tiemroth – 1964–1973
- Henrik Bering Liisberg – 1973–1979
- Jacob Kielland – 1979–1987
- Palle Jul Jørgensen – 1987–2004
- Madeleine Røn Juul – 2004-2008
- Stefan Larsson – 2009–2012
- Mick Gordon – 2012–2015
- Trine Holm Thomsen – 2015–